# Trachytherus
Trachytherus — вимерлий рід ссавців, що належав до підряду Typotheria. Він жив під час пізнього олігоцену, і його скам'янілі останки були виявлені в Південній Америці. Він був членом вимерлої родини Mesotheriidae, базальним членом якого він був.

## Опис
Цей рід відомий за кількома викопними останками, що дозволяє реконструювати тварину, віддалено схожою на капібару. Деякі види трахітерусів могли досягати розмірів вівці. Трахітер мав відносно низький, компактний череп з подовженою мордою, довший, ніж у мезотерія, але дуже схожий. Посторбітальний відросток також був меншим, а носові кістки не простягалися так далеко, як у мезотерія. Найпомітнішою відмінністю між двома родами була вилична дуга; у передньому відділі поверхня вставлення латерального жувального м’яза була сильно розвинена, але не така велика, як у Mesotherium.
Перший верхній різець був високорозвинутим, безперервно зростаючим (гіпсодонт) і дугоподібним, з емалевою смужкою лише на губній стороні. Наступні різці, ікла та премоляри були значно зменшені або рудиментарні. Останні три премоляри були схожими на моляри, з дуже складним малюнком, який швидко зникав у міру зношування. Корінні зуби були схожі на моляри Pseudotypotherium і Cochilius, але не мали трилопатевої внутрішньої структури, характерної для Mesotheriinae.

## Палеоекологія
Кілька видів Trachytherus відомі в середніх широтах західної Південної Америки, в районі, що називається Болівійським Орокліном. Палеобіогеографічна реконструкція вказує на те, що цей регіон є можливою родовою територією Mesotheriidae, а отже, важливим регіоном для диверсифікації цих тварин. Пізніше мезотеріїди, включаючи Trachytherus, розселилися в більш південні райони.